# カール・ザウター・ピアノフォルテマヌファクトゥーア

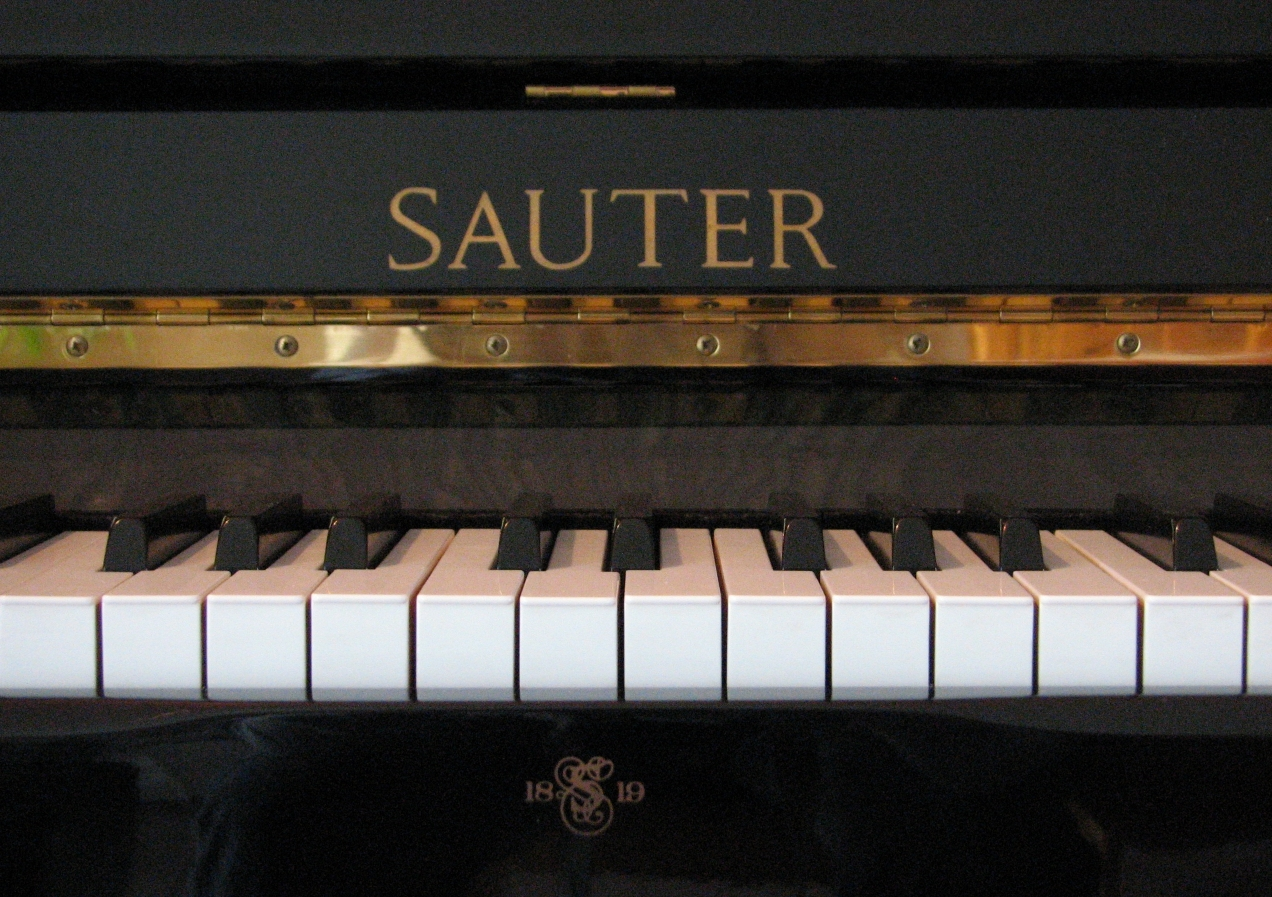
ザウター・ピアノ

カール・ザウター・ピアノフォルテマヌファクトゥーア（独: Carl Sauter Pianofortemanufaktur、カール・ザウターピアノフォルテ工房）GmbH & Co. KGは、シュパイヒンゲンにある1819年創業のアップライトピアノおよびグランドピアノ製造業者である。自身を「ドイツ最古の現存するピアノ工房」と形容している。

## 歴史
ヴュルテンベルクシュパイヒンゲンで生まれ育ったヨハン・グリムはピアノ製造を学ぶため同じシュヴァーベン人のアンドレアス・シュトライヒャーと共に1813年にウィーンへ移った。ウィーンに6年間滞在した後、グリムは故郷へ戻り、スクエア・ピアノの製造を始めた。
グリムの甥カール・ザウターが1846年に作業場を引き継ぎ、マニュファクチュア（工場制手工業）への移行を始めた。それ以後、会社はザウターの名を冠するようになった。今日、ザウターは国際的に名高いピアノ製造業者である。1952年以後はグランドピアノ、2000年以後はコンサートグランドピアノも製造している。
1993年、当時の多くのピアノメーカーと同様に、会社は倒産寸前であった。生産技術者のOtto Hottが経営を引き継ぎ、会社を再建した。それまでの中価格帯に注力する代わりに、ザウターは富裕層向けの高品質な高価格帯商品の生産に専念した。
これは特に海外で成功を収めた。ザウターのピアノはオスロ歌劇場やパリ国立高等音楽院で使用されている。アメリカのジャズピアニストBob RavenscroftはザウターのピアノデザイナーMichael Spreemanによって設計された楽器を所有している。

## ビジネスデータ
ザウターは1980年代には年間約2000台のピアノを生産していたのに対して、今日でも年間約500台を生産しており、約5百万ユーロの年間売上高を挙げている。会社は約50名を雇用している（2015年現在）。